# Aleksandra Uzelac
Aleksandra Uzelac (ur. 27 lipca 2004) – serbska siatkarka, grająca na pozycji przyjmującej. 

## Sukcesy klubowe
Puchar Serbii:
- 2021[3]

Liga serbska:
- 2022[4]

## Sukcesy reprezentacyjne
Mistrzostwa Europy Kadetek:
- 2020

Mistrzostwa Europy Juniorek:
- 2020

Mistrzostwa Świata Juniorek:
- 2021

Mistrzostwa Europy:
- 2023[5]